# 西水关桥
31°34′18″N 120°17′24″E / 31.57156°N 120.29006°E

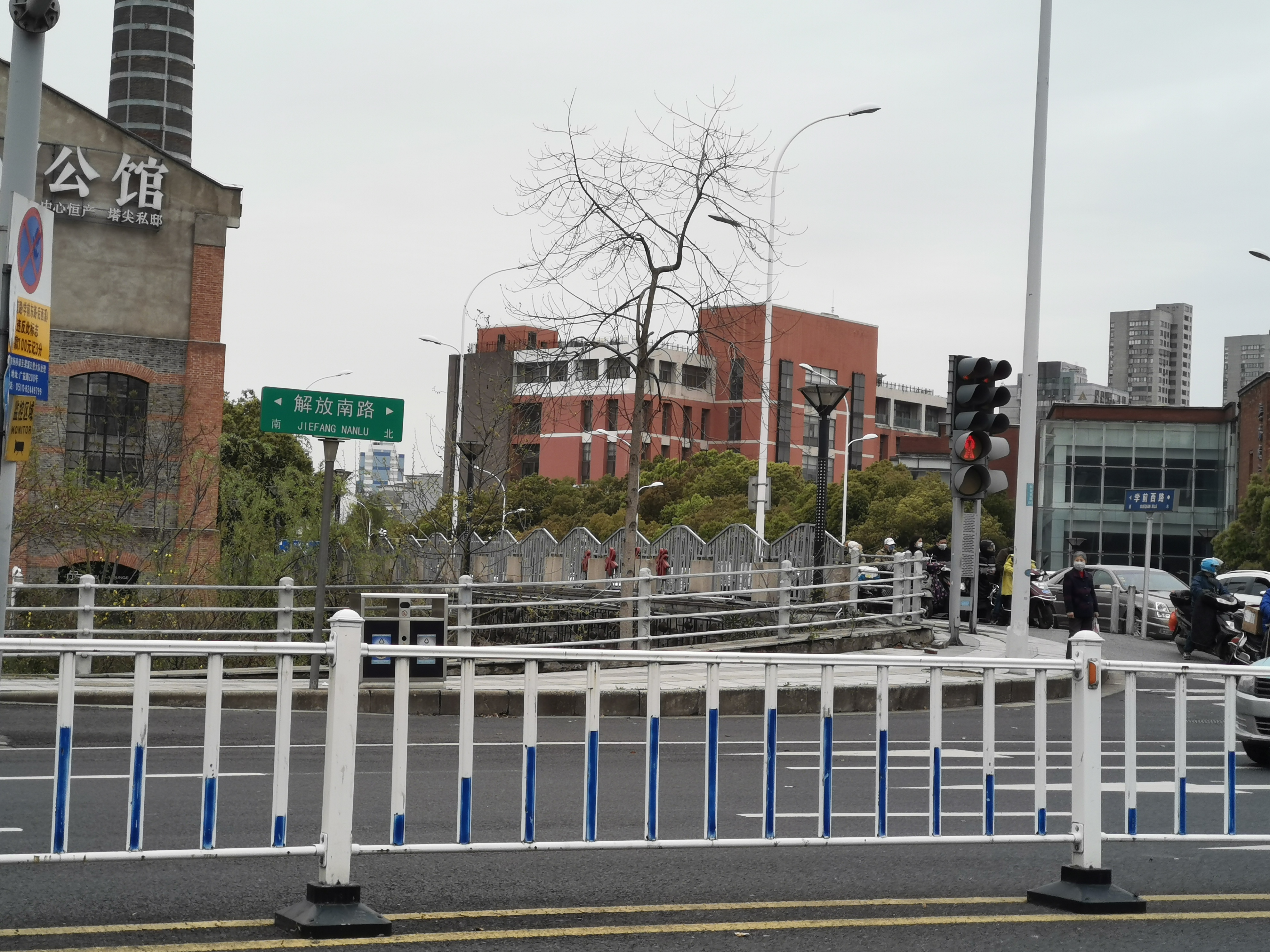
西水关桥与远处的中国民族工商业博物馆

西水关桥，是位于中华人民共和国江苏省无锡市梁溪区的一座大桥，跨京杭大运河支流、无锡环城河。

## 特点
1950年4月，环城路修建竣工，同时建成西水关桥（木桥），后不久拆除。2007年底，无锡市政府修建西水关桥，以贯穿学前西路和学前街。最初设计是学前西路向西延伸的重要节点，为双向六车道，全场74米。因当时无锡市设计古运河水上旅游线路方案，因此要求西水关桥的高度必须满足通航要求，而设计的引桥部分以高架跨越解放南路，会影响无锡古城内的交通。于是将解放环路的无锡市政协至体育场桥段路基抬高2.5米，与西水关桥的引桥部分桥面链接。